# Faßlberg
Der Faßlberg ist ein 366 Meter hoher Berg im 13. Wiener  Gemeindebezirk Hietzing.

## Geographie
Der Faßlberg liegt im Maurer Wald im Süden des Lainzer Tiergartens an der Grenze zum 23. Wiener Gemeindebezirk Liesing. Östlich des Faßlbergs liegen die Antonshöhe und der Wilde Berg, im Nordwesten der Kleine Eichberg. Im Norden und Westen wird der Faßlberg vom Gütenbach bzw. einem seiner Quellbäche umflossen. Der Berg ist Teil des Wienerwaldgebirges, dem nordöstlichsten Ausläufer der Ostalpen.

## Geschichte
Benannt ist der Faßlberg wohl nach der im Nordosten gelegenen, schon früher belegten Faßlwiese. Diese wurde bereits 1819 als Fassel u. Stier Wiese urkundlich genannt. Der Name stammt möglicherweise von der Form (Fass) der Wiese. Eine weitere Deutungsmöglichkeit für den Namen ist seine ursprüngliche Bezeichnung. vasel war eine mittelhochdeutsche Bezeichnung für ein zur Fortpflanzung dienendes männliches Vieh, wie einen Zuchtstier oder Eber. Jedoch ist eine Nutzung der Wiese als Viehweide nicht belegt.  